# Kerken
Kerken település Németországban, azon belül Észak-Rajna-Vesztfália tartományban. Lakosainak száma 12 860 fő (2023. december 31.).

## Népesség
A település népességének változása:
| Lakosok száma | 10 280 | 12 458 | 12 524 | 12 564 | 12 750 | 12 860 |
|               | 1975   | 2017   | 2019   | 2021   | 2022   | 2023   |